# Abdeljalil Aïd
Abdejalli Aïd, né le 13 avril 1964 à Casablanca, est un ancien footballeur marocain.

## Biographie
Il évolue comme attaquant notamment à l'US Créteil et au Matra Racing de Paris. 
Il est aujourd'hui entraîneur à l'AS Orly (Val-de-Marne), club de Division d'honneur.

## Palmarès
- Finaliste de la Coupe de France 1990 avec le RC Paris

## Statistiques
- 8 matchs et 0 but en Division 1
- 50 matchs et 6 buts en Division 2